# KIMERU
KIMERU（きめる、1980年6月17日 - ）は、日本の男性歌手・俳優である。熊本県出身。身長162 cm、血液型はB型。
以前の芸名はKimeru。2017年、以前所属していた株式会社デルファイサウンドに所属したタイミングで全大文字「KIMERU」に改名。現在はフリーランス(業務提携:株式会社ハルエンターテイメント、株式会社トキエンタテインメント)として活動中。
資格を取得し、心理カウンセラーとしても活動中。
趣味は乗馬、馬場馬術3級も取得している。
ミュージカルテニスの王子様では越前リョーマ役の柳浩太郎を気にかけており当時住んでいた1kのアパートに泊まらせていた。

## 来歴
元郵便局員(国家公務員)。
2001年放送のアニメ『テニスの王子様』エンディングテーマ「You got game?」にてデビュー。
2003年4月ミュージカル・テニスの王子様で俳優デビューし、現在も俳優として活動中。
2023年2月、ニーコとのユニット「NIKU NIKU」結成。
2023年3月1日、心理カウンセラーとして活動、カウンセリングルーム「be shiny」をオープン。

## ディスコグラフィ

### シングル
|      | 発売日         | タイトル                              | 楽曲制作                                                |
| ---- | -------------- | ------------------------------------- | ------------------------------------------------------- |
| 1st  | 2001年12月5日  | You got game?                         | 作詞：TSUTOMU 作曲：藤田宜久 編曲：藤田宜久             |
| 2nd  | 2002年12月4日  | Make You Free                         | 作詞：真琴 作曲：渋谷郁央 編曲：渋谷郁央・藤田宜久      |
| 3rd  | 2004年2月25日  | OVERLAP                               | 作詞：Kimeru 作曲：渋谷郁央 編曲：藤田宜久              |
| 4th  | 2004年8月25日  | Be Shiny                              | 作詞：Kimeru 作曲：藤田宜久 編曲：藤田宜久              |
| 5th  | 2005年2月26日  | The Pleasure of Love                  | 作詞：Kimeru 作曲：藤田宜久 編曲：藤田宜久              |
| 6th  | 2005年8月24日  | Answer will come                      | 作詞：Kimeru 作曲：藤田宜久 編曲：藤田宜久              |
| 7th  | 2005年11月2日  | LOVE BITES                            | 作詞：Kimeru 作曲：小高光太郎 編曲：藤田宜久            |
| 8th  | 2006年4月19日  | 恋のパフォーマンス 〜to be with you〜 | 作詞：清水昭男・AKIRASTAR 作曲：清水昭男 編曲：藤田宜久 |
| 9th  | 2006年10月4日  | Timeless                              | 作詞：藤田宜久 作曲：藤田宜久 編曲：藤田宜久            |
| 10th | 2006年11月15日 | Starry Heavens                        | 作詞：井上秋緒 作曲：浅倉大介 編曲：浅倉大介            |
| 11th | 2007年5月16日  | with you                              | 作詞：小室哲哉 作曲：小室哲哉 編曲：小室哲哉            |
| 12th | 2007年8月8日   | 君じゃなきゃダメなんだ                | 作詞：留歌 作曲：都啓一 編曲：都啓一                    |
| 13th | 2007年10月31日 | Junk beat                             | 作詞：井上秋緒 作曲：浅倉大介 編曲：浅倉大介            |
| 14th | 2008年1月23日  | 恋してキメル!                         | 作詞：ROLLY 作曲：ROLLY 編曲：ROLLY                     |
| 15th | 2010年2月10日  | TARGET                                | 作詞：Kimeru 作曲：藤田宜久 編曲：藤田宜久              |
| 16th | 2018年5月30日  | go forward                            | 作詞：KIMERU 作曲：Yocke 編曲：Yocke                    |
| 17th | 2019年7月10日  | calling                               | 作詞：KIMERU 作曲：Yocke 編曲：Yocke                    |

#### デジタルシングル
|     | 発売日         | タイトル         | 楽曲制作                                           |
| --- | -------------- | ---------------- | -------------------------------------------------- |
| 1st | 2013年6月15日  | Zero & One       | 作詞：藤田宜久 作曲：藤田宜久 編曲：藤田宜久       |
| 2nd | 2014年8月30日  | あの日に帰りたい | 作詞：黒沼蓮 作曲：黒沼蓮 編曲：藤田宜久・南木直樹 |
| 3rd | 2023年10月15日 | Evolution        | 作詞：KIMERU 作曲：Tohya (vistlip) 編曲：福田康文  |

#### 限定シングル
|     | 発売日         | タイトル     | 備考                  |
| --- | -------------- | ------------ | --------------------- |
| 1st | 2006年7月22日  | STYLE        | ライブ会場限定        |
| 2nd | 2008年11月15日 | SHI・RU・BE  | Kimeru's Web Shop限定 |
| 3rd | 2009年4月1日   | SPIRAL       | Kimeru's Web Shop限定 |
| 4th | 2009年12月24日 | 虹雪         | ライブ会場限定        |
| 5th | 2014年2月11日  | BURNING LOVE | ライブ会場限定        |

### アルバム
|     | 発売日         | タイトル    |
| --- | -------------- | ----------- |
| 1st | 2005年12月7日  | glorious    |
| 2nd | 2007年1月10日  | GALAXY KISS |
| 3rd | 2008年6月18日  | Kimeru      |
| 4th | 2009年6月17日  | DISCOVER    |
| 5th | 2010年7月28日  | anatomize   |
| 6th | 2022年10月26日 | DYEING      |

#### ミニアルバム
|     | 発売日         | タイトル      |
| --- | -------------- | ------------- |
| 1st | 2003年11月27日 | THE BEGINNING |
| 2nd | 2016年5月11日  | YOURS         |
| 3rd | 2019年3月13日  | Liar          |

#### セルフカバーアルバム
|     | 発売日         | タイトル |
| --- | -------------- | -------- |
| 1st | 2011年7月13日  | Pollux   |
| 2nd | 2011年11月30日 | Castor   |

#### ベストアルバム
|     | 発売日         | タイトル |
| --- | -------------- | -------- |
| 1st | 2008年12月17日 | K's BEST |

### 参加作品
- 2013年　アルバム『劇場版 獣電戦隊キョウリュウジャー ソングアルバム ガブリンチョオブミュージック』挿入歌　「戦慄と旋律〜Dのテーマ〜」
- 2022年『新テニスの王子様 U-17 WORLD CUP』エンディングテーマ「Dear Friend」/テニプリアーティスターズ

### タイアップ
| 楽曲                    | タイアップ                                                                          |
| ----------------------- | ----------------------------------------------------------------------------------- |
| You got game?           | テレビ東京系アニメ『テニスの王子様』EDテーマ                                        |
| Make You Free           | テレビ東京系アニメ『テニスの王子様』OPテーマ                                        |
| OVERLAP                 | テレビ東京系アニメ『遊☆戯☆王デュエルモンスターズ』OPテーマ                          |
| Answers will come       | 日本テレビ系『音楽戦士 MUSIC FIGHTER』EDテーマ                                      |
| 恋してキメル!           | テレビ東京系アニメ『ミュータント・タートルズ』EDテーマ                              |
| STYLE                   | BS-TBSアニメ『MUSASHI -GUN道-』EDテーマ                                             |
| with you                | 日本テレビ系『MusiG』EDテーマ                                                       |
| 君じゃなきゃダメなんだ  | 日本テレビ系『ダウンタウンDX』EDテーマ                                              |
| voyage                  | フジテレビ系『ジャンクSPORTS』EDテーマ                                              |
| You Must Survive        | 舞台「サイコメ;ステージ」主題歌                                                     |
| go forward              | テレビ東京系アニメ『遊☆戯☆王VRAINS』2代目OPテーマ                                   |
| calling                 | テレビ東京系アニメ『遊☆戯☆王VRAINS』3代目OPテーマ                                   |
| ドリームイーツ          | CBCテレビ『聖徳太子のレストラン』OPテーマ                                           |
| Time Machine Laboratory | 山尾企画presents メルパルクホール大阪サヨナラ公演「メクルメク」のメインテーマソング |

## 映像作品
- Kimeru's movie Collection 〜first gate〜（2004年8月25日）
- Kimeru's music & movie Selection 〜first premium〜（2004年8月25日）
- K's Ark 2005…Live!（2005年8月3日）
- glorious films（2006年4月19日）
- CLIPS-K（2006年8月16日）
- 2006.12.16、Starry&Timeless Final Document
- CLIPS-K 2（2008年9月10日）
- Kimeru 10th Anniversary "DECADE" K's Ark 2011 Live!

## 書籍
- Prince of New Noble Glam Rock!!（2006年4月27日）
- Kimeru 5th Anniversary BOX（2007年12月25日）
- 『ブギウギ★Night 3rd Anniversarry Book『サンバカーニバル』（2014年1月9日）

## 出演

### 声優
- ナンバカ（2016年、テレビアニメ） - 三葉キジ 役[1]
- プレカトゥスの天秤（2019年、ゲーム） - アントン・ザイフリート 役
- しょうぐん 天晴れェド！（2020年-、ボイスドラマ） - 六代 家宣 役

### 舞台（シリーズ作品）
- ミュージカル・テニスの王子様（2003年4月30日 - 5月5日、東京芸術劇場） - 不二周助 役
  - ミュージカル・テニスの王子様 追加公演（2003年8月7日 - 15日、日本青年館大ホール 他）
  - ミュージカル テニスの王子様 Remarkable 1st Match（2003年12月31日 - 2004年1月5日、ゆうぽうと簡易保険ホール 他） - 越前リョーマ 役[注 1]
  - ミュージカル テニスの王子様 Dream Live 1st（2004年6月13日、東京体育館）
  - ミュージカル テニスの王子様 More than Limit 聖ルドルフ学院（2004年7月29日 - 8月15日、東京芸術劇場 他）
  - ミュージカル テニスの王子様 IN WINTER 2004-2005 SIDE 不動峰 〜special match〜（2004年12月29日 - 2005年1月2日、東京芸術劇場）
  - ミュージカル テニスの王子様 Dream Live 7th（2010年5月7日 - 9日、神戸ワールド記念ホール/5月20日 - 23日、横浜アリーナ）
- ROCK'N JAM MUSICAL（2004年10月20日 - 24日）
  - ROCK'N JAM MUSICAL再演（2005年2月4日 - 6日）
  - ROCK'N JAM MUSICAL I 2009（2009年9月5日 - 13日）
  - ROCK'N JAM MUSICAL III（2010年6月27日 - 7月4日） - 主演・はじめ 役
- ブロードウェイミュージカル『PIPPIN』（2007年10月4日 - 14日） - 主演・PIPPIN 役
  - ブロードウェイミュージカル『PIPPIN』再演（2008年7月6日 - 16日）
- マグダラなマリア〜マリアさんは二度くらい死ぬ!オリエンタルサンシャイン急行殺人事件〜（2009年11月27日 - 28日） - 日替わりゲスト・アンジェラ 役
  - マグダライブ!!（2012年6月20日） - 日替わりゲスト・アンジェラ 役
  - マグダライブ!!（2013年6月29日 - 30日） - アンジェラ 役
- 少年ハリウッド（2011年4月14日 - 24日） - 主演・柊剛人（ゴッド） 役
  - 少年ハリウッド〜僕らのオレンジにまた逢いたい〜（2012年2月29日 - 3月25日）
- アイドルステージシリーズ
  - 「勝手に!ドルフェス2013」（2013年10月6日、品川ステラボール） - 中島信太郎（金曜日担当） 役
  - E.T.L vol.7 〜雨天決行★シャトルでキミを迎えに行くよ!〜（2015年6月6日・7日・12日・13日、大阪/福岡） - 西園寺巌 役
  - プレゼント◆5〜三日月にリボンをかけて〜（2013年10月30日 - 11月10日） - 中島信太郎/芹川 役
    - プレゼント◆タイム〜僕たちのクリスマスパーティーへようこそ〜（2013年12月24日昼・夜） - 芹川/中島信太郎/デニー 役
    - プレゼント◆5-恋するオトコは眠れない-（2014年4月16日 - 21日） - 中島信太郎 役
    - プレゼント◆5-オレはぜったい悪くない！-（2014年5月2日 - 6日） - 中島信太郎 役

  - CHaCK-UP（2014年8月30日 - 9月7日） - 西園寺巌 役
    - CHaCK-UP〜ねらわれた惑星〜（2015年1月7日 - 18日、紀伊国屋） - 西園寺巌 役
    - CHaCK-UP-Episode.0-（2015年12月16日 - 20日、紀伊国屋サザンジアター / 12月26日・27日、神戸朝日ホール） - 中島信太郎 / フラド 役

  - アンプラネット（2016年4月30日 - 5月8日、紀伊国屋ホール） - 西園寺巌 役
    - アンプラネット—Back to the Past!—（2018年1月5日 - 14日、品川プリンスホテル クラブeX）ジェニファー / 西園寺巌 役
    - ミュージカライブ『アンプラネット-ボクの名は-』（2017年6月8日 - 18日、紀伊国屋ホール） - 日替わりゲスト・西園寺巌 役

  - P.P.P 222 ～Prime Poetical Party～（2022年2月11日、品川プリンスホテル クラブeX） - 西園寺巌 役
  - プライムーン＆GS382 ―2022年に愛を込めて―（2022年5月12日 - 5月21日、品川プリンスホテルクラブeX） 芹川 役
  - P.P.P225～PrimePreciousParty～（2022年5月22日、品川プリンスホテルクラブeX）
- 超歌劇『幕末Rock』（2014年12月24日 - 29日） - 徳川慶喜 役
  - 超★超歌劇（ちょう・ウルトラミュージカル）『幕末Rock』（2015年8月8日・9日、梅田芸術劇場/8月13日 - 16日、六本木ブルーシアター）
  - 超歌劇『幕末Rock』黒船来航（2016年8月20日 - 21日、京都劇場/9月3日 - 9日、EX THEATER ROPPONGI）
  - 超歌劇『幕末Rock』絶叫！絶頂！雷舞（2017年11月24日 - 26日、大阪メルパルクホール/11月29日-12月3日、AiiA 2.5 Theater Tokyo）
- ミュージカル『青春-AOHARU-鉄道』（2015年11月18日 - 23日、全労済ホール スペース・ゼロ） - 西武池袋線 役
  - ミュージカル『青春-AOHARU-鉄道』2 〜信越地方よりアイをこめて〜（2016年11月9日 - 13日、AiiA 2.5 Theater Tokyo / 11月18日 - 20日、新神戸オリエンタル劇場） - 西武池袋線 役
  - ミュージカル『青春-AOHARU-鉄道』3 〜延伸するは我にあり〜（2018年5月4日 - 13日、品川プリンスホテル クラブeX / 5月18日・19日、新神戸オリエンタル劇場 / 5月25日・26日、長岡リリックホール シアター） - 銀座線 / 常磐線 / 西武池袋線 役
  - ミュージカル『青春-AOHARU-鉄道』 〜すべての路は所沢へ通ず〜（2019年5月9日 - 19日、品川プリンスホテル クラブeX）-西武池袋線 役
  - ミュージカル『青春-AOHARU-鉄道』コンサート Rails Live 2019（2019年10月30日 - 31日、舞浜アンフィシアター / 11月3日 - 4日 COOL JAPAN PARK OSAKA WWホール） - 銀座線 / 常磐線 / 西武池袋線 役
  - ミュージカル『青春-AOHARU-鉄道』4～九州遠征異常あり〜（2021年2月14日 - 28日、天王洲 銀河劇場） - 銀座線 / 常磐線 役
  - ミュージカル『青春-AOHARU-鉄道』〜誰が為にのぞみは走る〜（2022年8月20日・28日、品川プリンスホテル ステラボール） - 西武池袋線 / 銀座線 / 常磐線 役
  - ミュージカル『青春-AOHARU-鉄道』5～鉄路にラブソングを〜（2023年6月15日 - 25日、天王洲 銀河劇場 / 6月30日 - 7月2日、AiiA 2.5 Theater Kobe） - 常磐線 / 西武池袋線 役[2]
  - ミュージカル『青春-AOHARU-鉄道』〜地下の中心で愛をさけんだMétro〜（2023年12月21日 - 31日、品川プリンスホテル クラブeX） - 銀座線 / 西武池袋線 役[3][4]
  - ミュージカル『青春-AOHARU-鉄道』6～ハッピーレール大作戦～ (2024年7月4日 - 5日、天王洲 銀河劇場 / 7月19日 - 21日 AiiA 2.5 Theater Kobe)
  - ミュージカル『青春-AOHARU-鉄道』コンサート Rails Live 2025（2025年11月22日 - 24日〈予定〉、TACHIKAWA STAGE GARDEN） - 西武池袋線 / 銀座線 / 常磐線 役[5]
- ミュージカル「さよならソルシエ」（2016年3月17日 - 21日、Zeppブルーシアター六本木） - ポール・ゴーギャン 役
  - ミュージカル「さよならソルシエ」（再演）（2017年3月17日 - 20日、シアター1010 ）- ポール・ゴーギャン 役
- Club SLAZY-Another world-（2016年7月6日 - 17日、新宿FACE） - V.P 役[6]
  - Club SLAZY SPECIAL LIVE 2016（2016年12月29日 - 31日、梅田芸術劇場 シアター・ドラマシティ） - V.P 役 ※29日・30日のみ出演
- 舞台『おそ松さん on STAGE 〜SIX MEN'S SHOW TIME〜』（2016年9月29日 - 10月3日、梅田芸術劇場 シアター・ドラマシティ/10月13日 - 23日、Zeppブルーシアター六本木） - チビ太 役[7]
  - 舞台『おそ松さん on STAGE 〜SIX MEN'S SHOW TIME2〜』（2018年2月23日 - 26日、梅田芸術劇場/3月1日 - 11日、TOKYO DOME CITY HALL） - チビ太 役
  - 喜劇『おそ松さん』（2018年11月15日 - 20日、日本青年館ホール/11月23日 - 25日、京都劇場） - チビ太 役
  - 舞台『おそ松さんon STAGE～SIX MEN'S SHOW TIME3～』（2019年11月21日 - 24日、あましんアルカイックホール/11月28日 - 12月8日、舞浜アンフィシアター）
- Live Musical『SHOW BY ROCK!!』〜THE FES II-Thousand XVII〜（2017年5月11日 - 13日、品川ステラボール） - MC 役
  - Live Musical『SHOW BY ROCK!!』-深淵のCrossAmbivalence-（2017年10月19日 - 29日、AiiA 2.5 Theater Tokyo） - アダム 役
  - Live Musical『SHOW BY ROCK!!』〜THE FES 2018〜（2018年6月26日 - 27日、Zeep DiverCity） - アダム 役
- 家庭教師ヒットマンREBORN! the STAGE（2018年9月21日 - 30日、天王洲 銀河劇場/10月3日 - 6日、メルパルクホール大阪） - ランボ 役[8]
  - the STAGE -vs VARIA part I-（2019年6月14日 - 23日、シアター1010/6月27日 - 30日、柏原市民文化会館 リビエールホール）[9]
  - the STAGE -vs VARIA part II-（2020年1月6日 -13日、天王洲 銀河劇場/1月17日 - 19日、梅田芸術劇場ドラマシティ）[10]
  - the STAGE -episode of FUTURE- 前編（2021年7月16日 - 22日、天王洲銀河劇場/8月6日 - 8日、サンケイホールブリーゼ）
  - the STAGE -episode of FUTURE- 後編（2021年7月27日 - 8月1日、天王洲銀河劇場/8月13日 - 15日、サンケイホールブリーゼ）

### 舞台（シリーズ作品以外）
- リプシンカ〜ヒールをはいたオトコたち!?〜（2011年9月14日 - 19日） - 主演・久寺家すすむ 役
- ニコニコミュージカル第7弾「源氏物語」（2011年11月16日 - 23日、全労済ホール スペース・ゼロ） - 明石の姫君/山霧 役
- ミュージカル『タイタニック』（2009年1月24日 - 2月8日） - ジム・ファレル 役
- ベニバラ兎団　vol.11 「La Nouveau Cabaret Quartier Latin! 1950」（2012年6月28日 - 7月1日、CBGKシブゲキ!） - 福本太郎 役
- ニコニコニーコdue『5王子とさすらいの花嫁』（2012年9月1日 - 9日） - キメル/プリンス・メルキー 役
- アニソンぷらすPresents『喝采』〈ミュージカルバージョン〉 - 木村庄之助 役
- 眠れぬ町の王子様（2012年11月28日 - 12月2日、全労済ホール スペース・ゼロ） - 主演 龍之介 役
- 本格朗読劇『極上文學』「夢十夜」（2013年1月17日 - 21日、シアターサンモール） - 座長・蝶 役
- 舞台『壺を割った男』（2013年2月20日 - 26日、恵比寿エコー劇場） - 安部タケル 役
- 劇団TEAM-ODAC再演企画公演『ダルマ』（2013年5月15日 - 19日、全労済ホール スペース・ゼロ） - 天馬 役
- 舞台『ティーチャー』（2013年7月19日 - 28日、シアターグリーンBIG THREE THEATER） - 主役・池田裕太 役
- theatrical（2013年12月2日 - 11日） - 伊藤/朝日/さとし 役
- BLACK10（2014年2月5日 - 9日） - 増田真咲 役
- 芸人狼（2014年2月15日）
- 本格文學朗読劇『極上文學』VI「ドグラ・マグラ」（2014年6月26日 - 29日・7月11日 - 13日） - 若林教授 役
- ミュージカル『SEMPO』〜日本のシンドラー 杉原千畝物語〜（2013年9月11日 - 29日、新国立劇場 中劇場） - シモン 役
- オリジナルミュージカル「パパの誕生日」（2014年7月18日 - 26日） - セバスチャン 役
- WAIST SIZE STORY ウエストサイズストーリー（2014年9月26日 - 28日） - 葉場里夫郎 役
- 舞台『のぶニャがの野望 弐（にゃん）』（2014年11月19日 - 24日） - 上杉ニャんしん 役
- マジカル・リバース・ワールド（2015年3月4日 - 8日、新宿村LIVE） - 山田/ダーヤマ 役
- 舞台『龍狼伝』（2015年5月2日 - 6日、博品館劇場） - 大幻 役
- 轟然〜GO-ZEN〜（2015年9月17日 - 20日、シアターサンモール） - 藤原仲満 役
- サイコメ; ステージ（2016年3月2日 - 6日、新宿村LIVE） - 不破慶治 役
- 幻想奇譚『白蛇伝』（2017年5月25日- 30日、紀伊国屋サザンシアターTAKASHIMAYA） - 天狼 役
- ファントム・チューニング（2017年8月2日 - 6日、新宿村LIVE） - 九尾の狐 役
- 超脱獄歌劇『ナンバカ』（2017年9月14日 - 24日、Zeppブルーシアター六本木） - 三葉キジ 役
- DANDYS TALK（2018年6月12日 - 14日、CBGKシブゲキ!）
- 歳が暮れ・るYO 明治座大合戦祭（2018年12月28日 - 31日、明治座/2019年1月19日、梅田芸術劇場メインホール） - 小山田虎満 役
- 朗読劇「NO TRAVEL, NO LIFE」（2019年1月13日 - 14日、渋谷シダックスカルチャーホール） - 主演・須田誠/語り手 役
- 舞台『Get Back!!』（2019年9月23日・28日、俳優座劇場） - 日替わりゲスト
- 舞台「夜明け～spirit～」（2020年2月23日、ウッディシアター中目黒） - 日替わりゲスト
- GEKIIKE本公演第11回「HIT LIST」（2020年8月26日 - 30日、こくみん共済coopホール スペース・ゼロ/9月4日 - 6日、ABC Hall/9月11日 - 13日、北九州芸術劇場 小ホール）
- 舞台「リバースヒストリカ」（2021年1月13日 - 17日、新宿村LIVE） - 浜崎/明智光秀 役
- ロックミュージカル『MARS RED』（2021年6月24日 - 7月1日、天王洲銀河劇場） - デフロット 役
- 朗読劇『M･A･D朗毒』（11月19日 - 28日、横浜赤レンガ倉庫） トウジ、アンコ役
- 舞台『夏の夜の夢』（12月18日 - 19日、名古屋市芸術創造センター/12月22日 -26日、東京芸術劇場シアターイースト） タイテーニア役
- 音楽×朗読 音劇プロジェクト第一弾「コンビニエンスマン BB〜ぼくら日和〜」（2022年9月22日 - 10月2日、アトリエファンファーレ東池袋） トシロウ役
- リーディング「クリスマス・キャロル」（2022年11月29日 - 12月1日、あうるすぽっと） 主演・スクルージ役
- ロンドンコメディ Run For Your Wife（2023年7月12日、あうるすぽっと） - 新聞記者 役（日替わりゲスト）[11]
- Homecoming Party「START」（2024年3月22日 - 24日、品川プリンスホテル クラブeX）[12]
- bpm本公演 「アヴェ・マリターレ！」(2025年1月9日 - 12日、こくみん共済 coop ホール／スペース・ゼロ)
- mucho produce vol.2 「悲しい時には羊のうたを」(2025年2月14日 - 23日/新宿村LIVE)[13]

### ドラマ
- 「Club SLAZY Extra invitation 〜Malachite〜」（2017年10月12日、TOKYO MX） - V.P. 役

### 映画
- LOVEToRAIN-ラヴトレイン-（2012年2月11日公開）

### テレビレギュラー番組
- HOT WAVE「キメルのガチンコ3分クッキング」（2005年12月 - 2006年3月、テレビ埼玉）

### ラジオレギュラー番組
- 東海ラジオミッドナイトスペシャル Kimeruのキラ☆キラれこーでぃんぐ（2005年1月3日 - 2006年3月、東海ラジオ）
- KimeruのShining Collection（2006年4月 - 2006年12月、fm fukuoka/FMK）
- GROOVE FROM K・WEST（2006年4月 - 2006年9月、bayfm）

### インターネット番組
- ブギウギ★Night（2010年12月27日 - 2019年12月16日、ニコニコ生放送）
- 楽屋の神様〜君と一緒に@LOVEパンチ〜（2011年11月14日 - 2013年10月9日、ニコニコ生放送）
- KIMERUの愛してキメル！（2018年2月9日 - 2019年1月29日、ニコニコ生放送）
- KIMERU Shining days / Bar樹海（2020年7月4日 - 2022年12月4日、ツイキャス（期間限定企画））